# The Gate Shams Abu Dhabi
The Gate Shams Abu Dhabi est un complexe formé par 6 gratte-ciel à Abou Dabi aux Émirats arabes unis :
- La Sky Tower en est la plus grande (292 mètres et 74 étages) ;
- The Gate Residential Tower 1, The Gate Residential Tower 2 et The Gate Residential Tower 3 sont trois immeubles de 238 mètres pour 66 étages reliés entre eux par une passerelle incurvée qui semble comme posée à leur sommet ;
- La Sun Tower (238 mètres, 64 étages) ;
- The Arc at Gate Towers est un immeuble de 85 mètres possédant 23 étages.

Tous ces gratte-ciel sont voués à un usage résidentiel, et le plus grand abrite aussi des bureaux. La construction a duré de 2006 à 2014. 